# Aghbalou Aqorar
Aghbalou Aqorar  (in arabo اغبالو اقورار‎?) è un centro abitato e comune rurale del Marocco situato nella provincia di Sefrou, regione di Fès-Meknès. Conta una popolazione di 9 715 abitanti (censimento 2014).